# NGC 5193
NGC 5193 је елиптична галаксија у сазвежђу Кентаур која се налази на NGC листи објеката дубоког неба.
Деклинација објекта је - 33° 14' 5" а ректасцензија 13h 31m 53,5s. Привидна величина (магнитуда) објекта NGC 5193 износи 11,5 а фотографска магнитуда 12,5. Налази се на удаљености од 46,249 милиона парсека од Сунца. NGC 5193 је још познат и под ознакама ESO 383-15, MCG -5-32-37, AM 1328-325, PGC 47582.